# Мером, Петер
Петер Мером (ивр. פטר מירום‎; 1 ноября 1919, Яуэр, Германия — 20 февраля 2022) — израильский фотограф, художник и гравёр. Один из основателей кибуца Хулата, лауреат Премии Израиля в области фотографии (2010).

## Биография
Родился в 1919 году в Яуэре (Германия). В 1934 году, после прихода в Германии к власти нацистов, с отцом и мачехой уехал в подмандатную Палестину. В 1938 году, окончив подготовку в Тель-Йосефе, стал одним из основателей кибуца Хулата на севере страны, где прожил всю оставшуюся жизнь. В первые годы жизни в кибуце занимался рыбной ловлей в озере Хула, в 1944 году женился на уроженке Румынии Хане Новак. В этом браке родились дочь и двое сыновей.
Свой первый фотоаппарат приобрёл в 1935 году, искусство фотографии осваивал самостоятельно. В 1950 году был направлен в Европу для изучения передового опыта рыбной ловли в озёрах и во время пребывания там увлёкся технической фотографией. В 1956 году вышел первый фотоальбом Мерома — «Приключение на озере», а в 1957 году он был отправлен в Париж для прохождения курса повышения квалификации по обработке и изданию фотографий. В том же году ряд его фотографий, показывающих экологический кризис на осушённых землях, ранее занимаемых озером Хула, был представлен на одной из первых в Израиле выставок фотоискусства в Тель-Авивском музее изобразительных искусств. В 1960 году эти и другие фотографии на ту же тему вышли в составе отдельного альбома «Поэзия умирающего озера». Альбом стал бестселлером и разошёлся тиражом в 30 тысяч экземпляров.
Среди любимых тем Мерома были фотографии детей, составившие два отдельных альбома в 1963 и 1966 годах. Отдельным изданием (в 1965 году) вышел сборник фотографий, сделанных в театральных гримёрных. В 1968—1969 годах работал на Синайском полуострове, попавшем под контроль Израиля после Шестидневной войны, и в 1969 году выпустил отдельный альбом с видами Синая. В общей сложности за карьеру фотографа издал 34 фотоальбома, последний из которых — «Объёдинённый Иерусалим» — вышел в 1974 году. В 1960-е годы выступал также как редактор семи ежегодников, посвящённых фотоискусству Израиля, первый из которых вышел в свет в 1962 году. Эти сборники также продавались тиражами в десятки тысяч экземпляров.
Начиная с 1975 года занимался другими видами изобразительного искусства, включая живопись, гравюру и шёлкографию. Продолжал издание фотографий из личного архива, организовав их печать на фанерных листах; эта продукция хорошо продавалась и работы Мерома можно было встретить на стенах многих домов в Израиле.
Овдовел в 2000 году. В том же году стал лауреатом премии Музея Израиля, а в 2010 году был удостоен Премии Израиля в области фотографии. Скончался в возрасте 102 лет в феврале 2022 года, похоронен в кибуце Хулата.

## Галерея

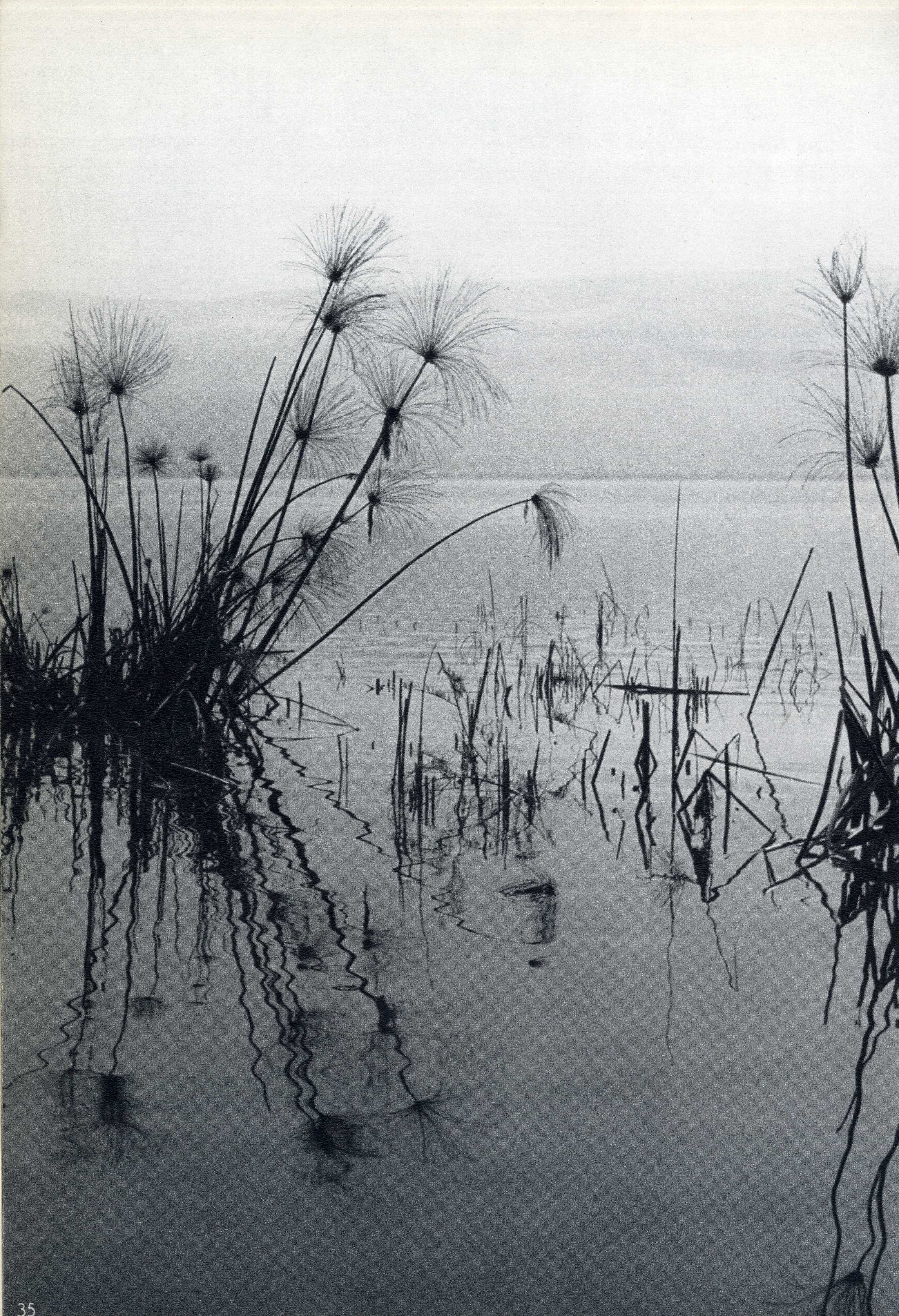
Из альбома «Поэзия умирающего озера»
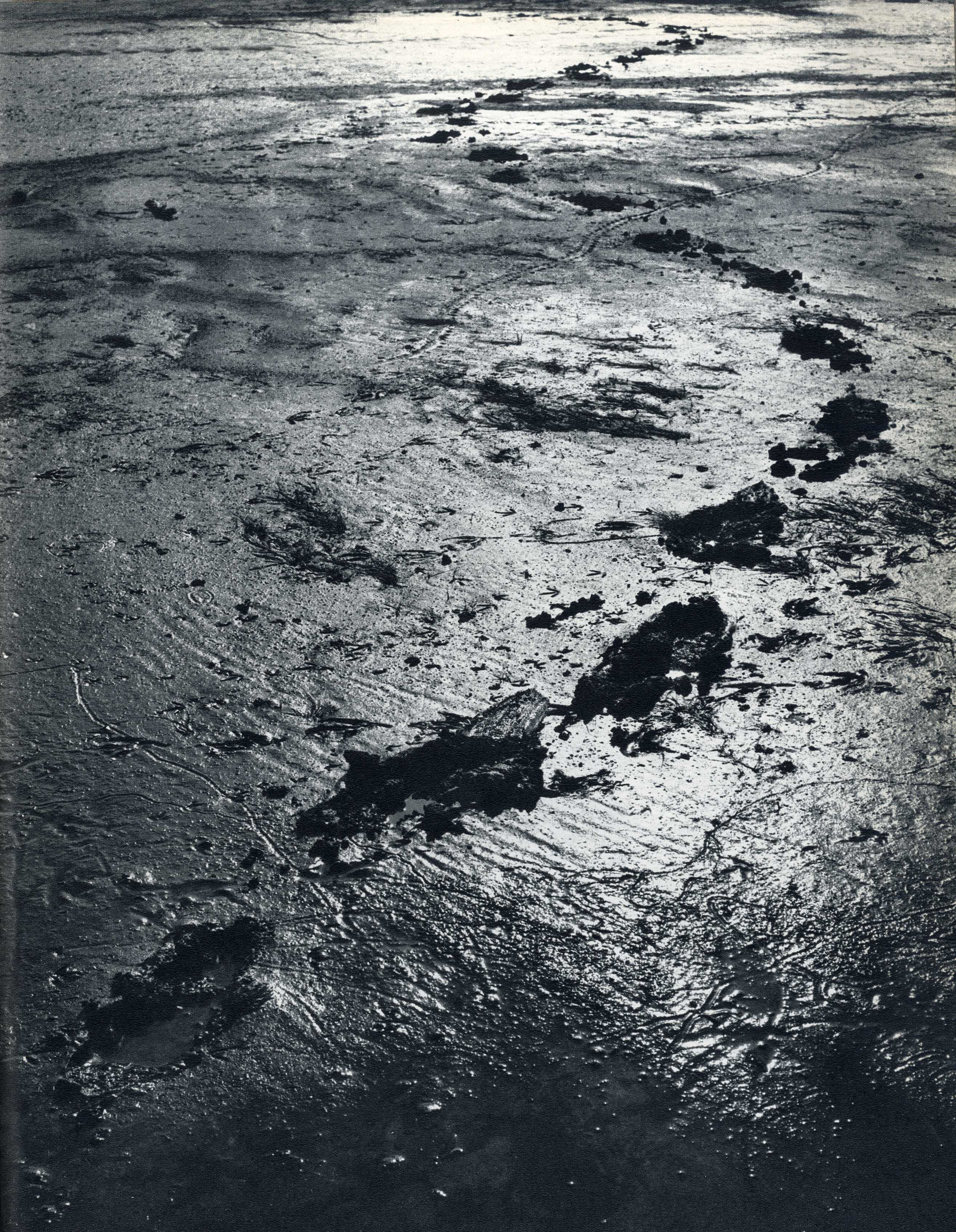
Из альбома «Поэзия умирающего озера»
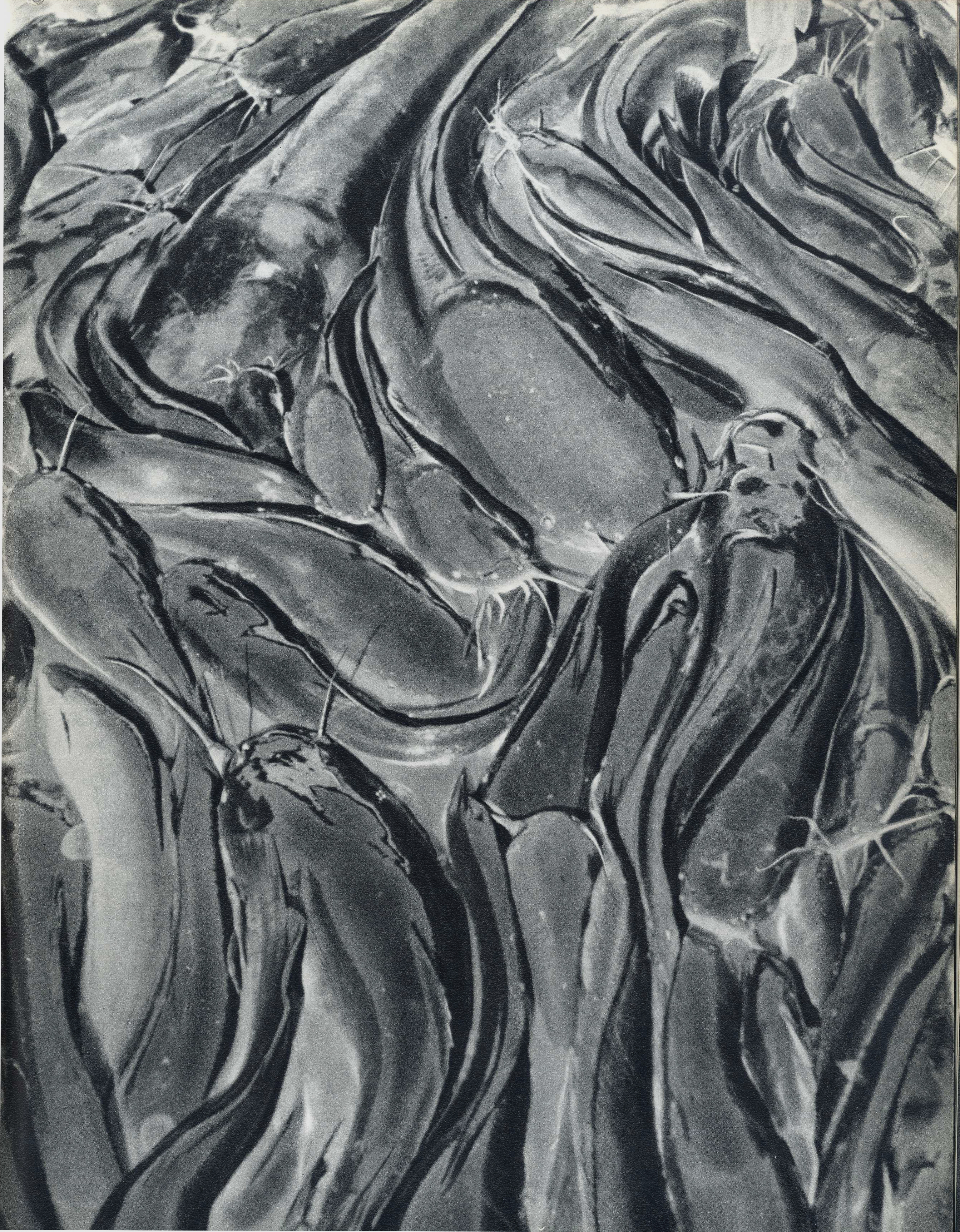
Из альбома «Поэзия умирающего озера»
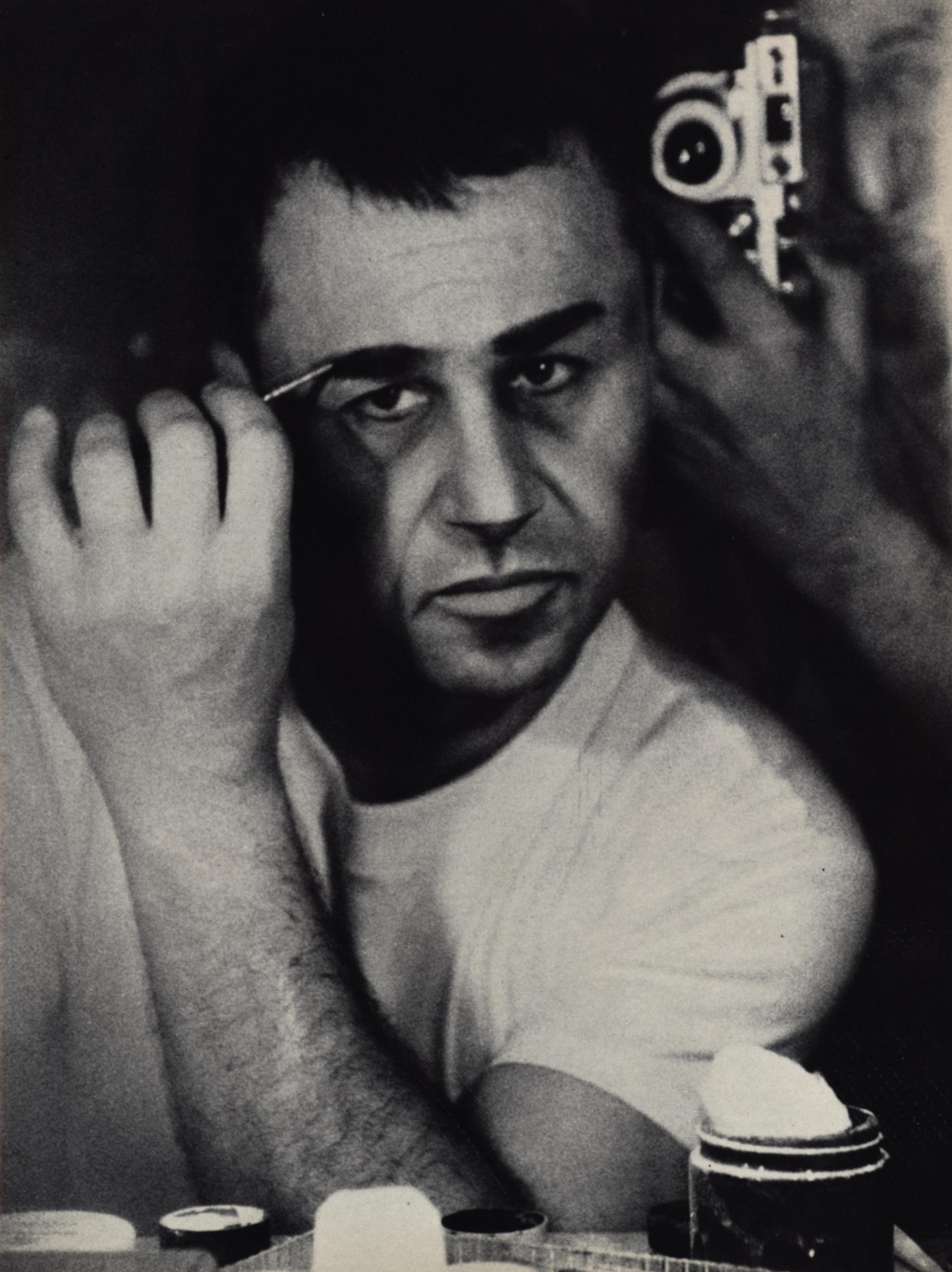
Миша Ашеров. Из «Театрального альбома»
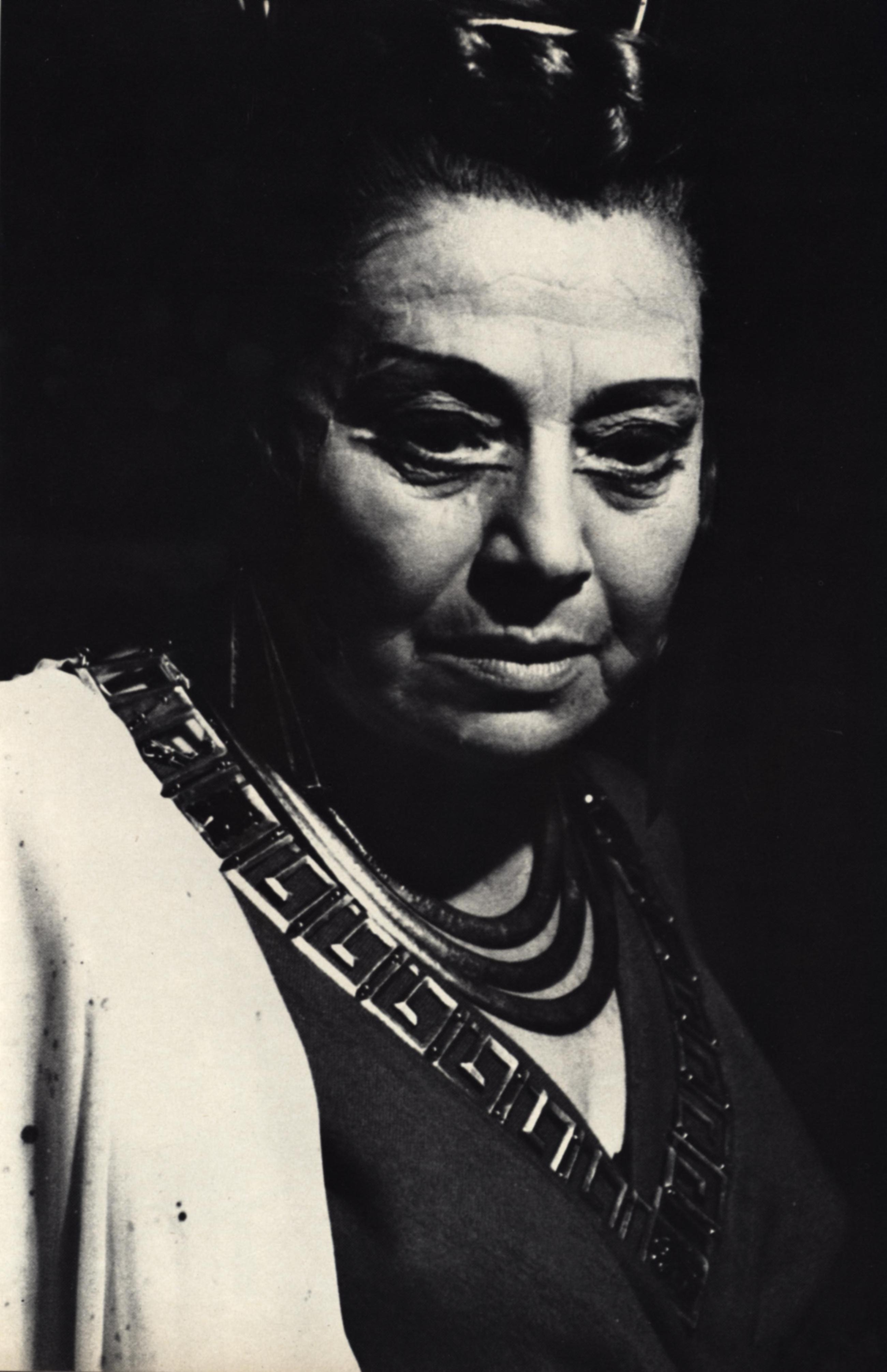
Рахель Маркус. Из «Театрального альбома»
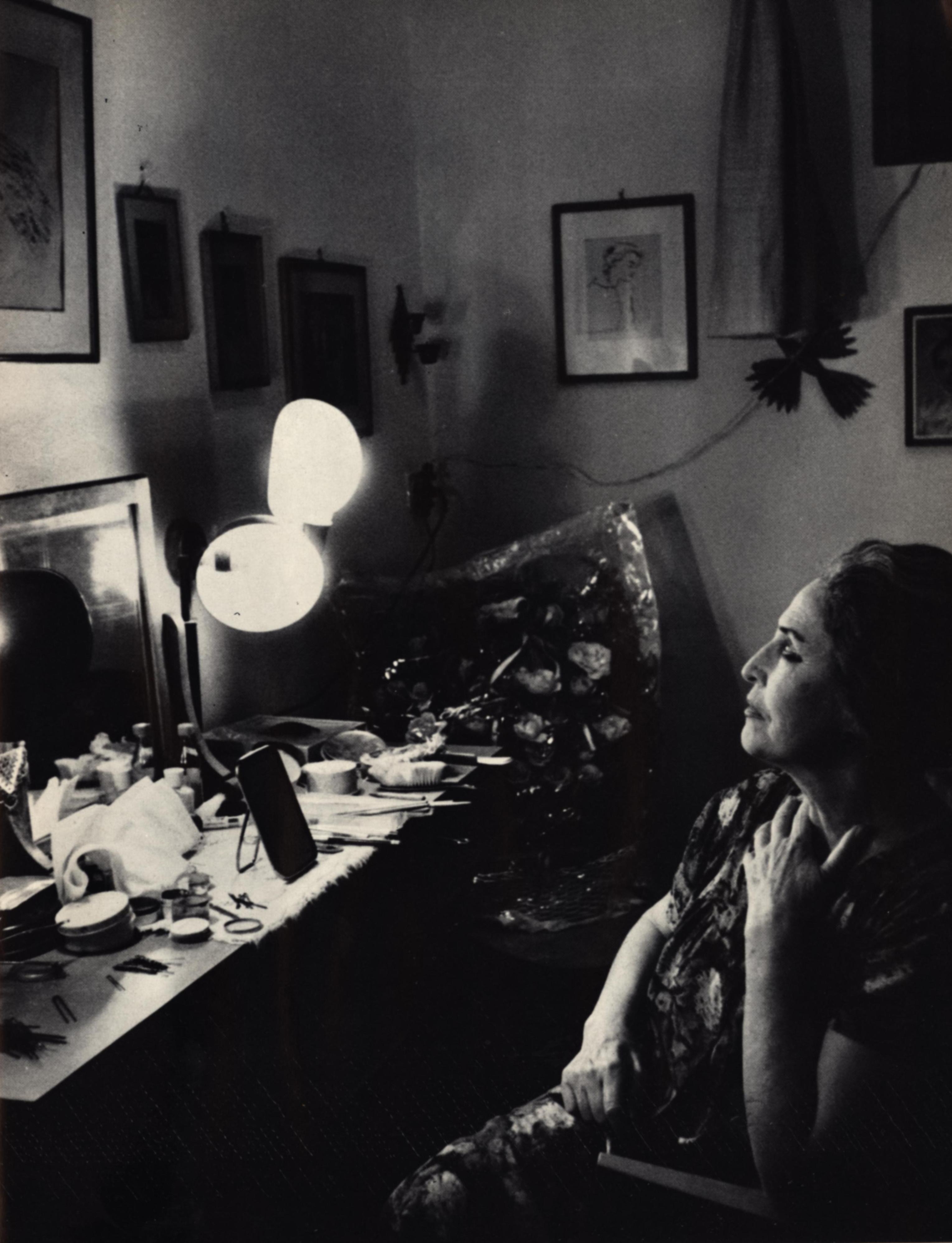
Хана Ровина. Из «Театрального альбома»